# Tron: Legacy
Tron: Legacy (conocida como Tron: El legado en Hispanoamérica) es una película estadounidense de ciencia ficción y acción del 2010, dirigida por Joseph Kosinski, a partir de un guion escrito por Adam Horowitz y Edward Kitsis, basada en una historia de Horowitz, Kitsis, Brian Klugman y Lee Sternthal. Es la secuela de la película Tron de 1982 del director Steven Lisberger, quien regresa en esta entrega como productor. El reparto incluye a Jeff Bridges y Bruce Boxleitner que vuelven a sus papeles de Kevin Flynn y Alan Bradley, respectivamente, junto a Garrett Hedlund, Olivia Wilde, y Michael Sheen. La historia sigue al hijo de Flynn, Sam, que responde a un mensaje muy antiguo de su padre y es transportado a una realidad virtual llamada la Red, donde Sam, su padre y el algoritmo Quorra, deben detener el programa malévolo Clu 2.0 de invadir el mundo humano.
El interés en crear una secuela de Tron surgió después de que la película ganara muchos seguidores de culto. Finalmente, luego de mucha especulación, Walt Disney Pictures comenzó un esfuerzo en 2005 para idear Tron: Legacy, con la contratación de Klugman y Sternthal como guionistas. Kosinski fue reclutado como director dos años más tarde. Como no era optimista sobre el enfoque que tenía Disney de asemejar la película a la serie Matrix, Kosinski filmó un alto concepto, que solía conceptualizar el universo de Tron: Legacy y convencer al estudio para aprobar la película. La fotografía principal tuvo lugar en Vancouver durante 67 días, en y alrededor del distrito central de negocios de la ciudad. La mayoría de las secuencias se rodaron en 3D y diez compañías participaron en el extenso trabajo de efectos visuales. La clave de color y otras técnicas se utilizaron para permitir más libertad en la creación de los efectos. Daft Punk compuso el score original, incorporando sonidos orquestales con su marca registrada de música electrónica.
Tron: Legacy se estrenó en Tokio el 30 de noviembre de 2010 y en Norteamérica el 17 de diciembre del mismo año. Disney promocionó vigorosamente la película a través de múltiples plataformas de medios, incluyendo mercadotecnia, productos de consumo, parques temáticos y publicidad. Tras su lanzamiento, la película recibió críticas mixtas de los expertos de cine, quienes elogiaron los efectos visuales, el diseño de producción y la banda sonora, pero criticaron el desarrollo del personaje, la actuación del reparto y la historia. La película recaudó $400 millones de dólares durante su estancia mundial en carteleras.

## Argumento
En el año 1989, unos 7 años después de los acontecimientos de la primera película, el genio y programador informático Kevin Flynn (Jeff Bridges) ha sido promovido como CEO de la compañía desarrolladora de juegos ENCOM. Una noche, le cuenta a su pequeño hijo Sam Flynn (Oliver Best) toda la historia de su aventura en el mundo digital, ya que Sam estaba emocionado por saber toda la historia que tuvo. Sin embargo, como Kevin debe retirarse a trabajar, decide dejar de contarle la historia a su hijo y en cambio, le dice que al día siguiente lo llevará al centro de videojuegos Flynn's Arcade para divertirse un rato como padre e hijo. Poco después de su partida, se anuncia por los diferentes medios de comunicación de la época que Kevin había desaparecido sin dejar rastro de su paradero, dejando a su pequeño hijo huérfano y bajo el cuidado de sus abuelos.
En el año 2009, unos 20 años después de la misteriosa desaparición de su padre, un joven adulto Sam ahora con 27 años de edad (Garrett Hedlund), conduce su motocicleta por la carretera en camino hacia la torre de la compañía ENCOM para hacerle la tipíca broma anual a la compañía, mientras tanto en una junta directiva dirigida por el director de ENCOM se preparan para el lanzamiento de su nuevo sistema operativo bajo el nombre ENCOM-OS-12, en eso el presidente de la junta directiva, Alan Bradley (Bruce Boxleitner), el socio y amigo más cercano de Kevin, le pregunta al director de la compañía que dadas las donaciones a las escuelas y otros sistemas, qué clases de beneficios trae el nuevo sistema operativo, pero en eso el director de ENCOM solo se limita a mencionarle en tono algo arrogante que le colocaron el número 12 en el empaque. Sin embargo, el técnico de la compañía, Ed Dillinger Jr. (Cillian Murphy) (el hijo de Ed Dillinger en la primera película) le responde que el ENCOM-OS-12 es el mejor y más avanzado sistema operativo que han desarrollado hasta la fecha, también le menciona que la idea de compartir su software o de obsequiarlo a las masas desaparecieron junto con Kevin.
Mientras tanto, Sam llega hasta el cuarto de los discos duros de la compañía y rápidamente inicia la filtración online del nuevo sistema operativo, reemplazando el lanzamiento con un video de su perro mascota, pero en ese momento uno de los sensores de movimiento se activan y alertan a los guardias de seguridad de la compañía, quienes rápidamente salen a buscar al intruso. Una vez que Sam logra su cometido, uno de los guardias de seguridad llega hasta la habitación y trata de detenerlo, pero Sam consigue escapar, mientras tanto los miembros de la junta inician el lanzamiento del nuevo sistema operativo, pero en su lugar activan el video que Sam les inserto en el sistema previamente. Mientras tratan de averiguar qué salió mal en el lanzamiento, Alan por su parte, les informa que su nuevo sistema operativo ahora esta filtrado en Internet y el mismo ahora es gratuito, por lo que el director de ENCOM ordena apagar todo el sistema de inmediato para detener esta filtración no autorizada. En eso, Ed trata de anular todo lo que Sam hizo anteriormente y consigue momentáneamente parar todo el problema, informando que pudo controlar la situación. El director de la compañía le menciona a Ed cómo le va a explicar a la prensa que su nuevo y más seguro sistema operativo ahora es gratis para todo el mundo, pero Ed por su parte solo se limita a mencionar que les diga a la prensa que todo fue parte del plan de mercadotecnia y un regalo de parte de ENCOM. Por otro lado, Sam se aparece en la azotea del edificio con plena intención de saltar por el borde y en eso, los guardias de seguridad llegan y le informan que ya no tiene a donde huir, pero Sam le responde que el jefe de toda la compañía está de acuerdo con esta decisión y le recuerda al guardia de seguridad que su jefe trabaja para el presidente de la compañía y este último trabaja para los accionistas. Le pregunta si sabe quién es el que tiene la mayoría de las acciones, en eso, el guardia deduce que Sam es el jefe del que este último habla y le cuestiona por hace todo esto si esta es la compañía de su padre, pero Sam se limita a decir que antes lo fue y rápidamente salta por el borde donde activa su paracaídas, pero poco después queda colgando de un poste de luz de la calle y luego se suelta del paracaídas, donde fortuitamente cae encima de un taxi en movimiento, cuyo conductor del mismo le dice que se baje, pero antes de que Sam pueda alcanzar su motocicleta y huir del lugar, la policía llega rápidamente al lugar y lo arrestan.
Unas horas más tarde y luego de pagar una costosa multa, Sam es liberado de cargos y conduce hacia su casa en donde recibe la visita de Alan, el cual le cuenta que su peculiar interés en la compañía de su padre, sobre su broma anual y además de que es el único que cree firmemente que Kevin no desaparecería así nada más, hasta que Sam le pregunta a Alan por qué esta ahí. Éste le menciona que recibió un misterioso mensaje en su antiguo comunicador del cual el padre de Sam le advirtió que lo usara antes de dormir y aún lo hace, luego le menciona que el mensaje vino del centro de videojuegos de Flynn. Al principio, Sam no le toma mucha importancia al asunto desde que desapareció su padre y Alan le menciona que el número del centro de videojuegos lleva desconectado 20 años y le menciona que dos noches antes de desaparecer, Kevin fue a visitarlo a su casa y le decía: "Lo logré", constantemente y le habló sobre circuitos integrados, teletransportación cuántica, entre otras cosas y que a partir eso todo iba a cambiar, además cree firmemente que Kevin no dejaría algo así por así y tampoco a Sam. Sin embargo, Sam no cree que esto sea posible, ya que piensa que su padre esta muerto o está feliz en Costa Rica disfrutando de la buena vida, Alan le entrega las llaves del local y le menciona que todavía el no ha ido a investigar, ya que quería que Sam fuera antes a ver.
Más tarde, Sam conduce hasta el centro de videojuegos de Flynn, en donde encuentra todas las máquinas arcade funcionales, pero este rápidamente centra su atención una máquina arcade en particular, que resulta ser el juego TRON, el cual fue creado por su padre en su momento. Justo cuando Sam se disponía a jugar una partida del juego de su padre, inexplicablemente la moneda sale de la máquina, pero descubre una puerta secreta detrás de la máquina y decide entrar en ella a investigar, hasta que finalmente encuentra una súper computadora aún encendida. Mientras intenta averiguar en qué estaba trabajando su padre, inesperadamente, Sam activa un dispositivo láser que esta detrás de este y rápidamente es teletransportado al mundo digital de la Red, en donde Sam en un principio se siente desorientado de lo que está pasando, hasta que es capturado por unos guardias quienes buscan "programas" corruptos. Si el programa está muy dañado debe ser enviado a "rectificar"; pero por el contrario, si solo es un programa rebelde debe ser enviado a la arena de "juegos" a competir por su vida. Sam, atendido por unas programas llamadas Sirenas, es despojado de la ropa humana con la que entró y se le asigna un traje de luz. Asimismo, se le asigna un disco, que es donde se guardarán sus recuerdos y conocimientos sobre ese mundo. Cuando por fin Sam entra a la arena, tiene que participar en las "Guerras de Discos", en la cual los programas combaten con su propio disco como arma hasta que uno de ellos sea eliminado. Sam juega muy bien las primeras rondas hasta que decide escapar, pero por desgracia termina entrando en la arena de la ronda final, que le corresponde jugar contra Rinzler, uno de los rivales más temidos y aclamados. Durante el combate Sam es derrotado por Rinzler, sin embargo, cuando Rinzler se prepara para finalmente liquidarlo, descubre que Sam es un "usuario" y lo captura.
Sam es capturado por los guardias y lo llevan ante Clu (Jeff Bridges), quien fue creado por Kevin y es una copia suya (algo así como un avatar de él mismo) y quien es el regidor de ese mundo y busca la perfección porque esa es su programación original. Por el parecido físico con su padre, Sam piensa que él lo es, pero se da cuenta de que no lo es, por los planes malignos que le revela y porque cronológicamente su padre debería tener un aspecto más viejo y Clu tiene el mismo aspecto que cuando su padre desapareció hace 20 años. Inmediatamente, Sam es llevado a la arena de "Motos de luz" y se le asignan otros cuatro programas para que hagan equipo junto con Clu y sus secuaces en una batalla de motos de luz. Las motos de luz dejan una estela que, si es atravesada, es mortal; por tanto muchos programas que son asignados al equipo de Sam son eliminados brutalmente por Clu y sus propios secuaces. Cuando solo quedan Clu y Sam en la arena, rápidamente Clu usa su disco y destruye la moto de luz de Sam, dejando a este en el suelo de la arena y momentos después, Clu da la vuelta y trata de eliminar a Sam, quien sin más remedio trata de enfrentarlo únicamente con su disco, pero antes de que Clu pudiera alcanzarlo, un vehículo todoterreno se aparece de imprevisto en la arena y crea una estela de luz para proteger a Sam y provoca también que Clu se estrelle y quede tendido en el suelo de la arena. Momentos después, una figura enmascarada adentro del vehículo le ordena a Sam que aborde rápido y sin tiempo que perder, Sam aborda el vehículo y ambos inician la retirada de la arena. Sin embargo, cuando están escapando, rápidamente Clu envía a Rinzler y sus guardias en motos tras ellos antes de que huyan, pero el vehículo embiste a una de las motos de los guardias y la destruye, para segundos después soltar dos granadas, las cuales explotan y destruyen las otras dos motos de luz en las que venían un guardia y el mismo Rinzler, sin embargo, este último consigue contrarrestar el ataque y saca otra moto de luz para continuar en la persecución. Por otro lado, el vehículo que rescató a Sam rápidamente dispara dos misiles contra una pared y salen por el agujero de la explosión llegando hacia el exterior y escapan. Rinzler se detiene en el borde de la pared destruida y solo se limita a ver como los dos intrusos se escapan. Para cuando ya están a salvo, la figura enmascarada se revela como Quorra (Olivia Wilde), una chica que fue enviada por el verdadero Kevin para proteger a Sam, pero este último le cuestiona a la chica sobre por qué que los guardias de Clu ya no los persiguen y Quorra le menciona que eso se debe a que los vehículos de los guardias de Clu no están diseñados para salir de la Red, ya que los mismos no funcionan en el terreno que están ahora, a diferencia del vehículo todoterreno en el que están que si puede hacerlo sin problemas.
Al llegar a su refugio oculto en una zona llamada "Las Lejanías", Kevin y Sam tienen un encuentro muy emotivo luego de años de no verse. Durante la cena, Sam le cuenta a Kevin que ha hecho con su vida y él le cuestiona el por qué nunca regresó a casa. Él le dice que, para él, crear la Red fue algo inexplicable y que daba todo lo que fuera por para pasar el mayor tiempo posible ahí, pero como también tenía que cuidar de Sam, tampoco descuidar sus responsabilidades con la compañía ENCOM, este no podía pasar en la Red todo el tiempo, así que para eso creó a dos aliados para que lo ayudaran en su ausencia: Tron, una especie de programa "antivirus" creado por Alan para proteger el viejo sistema, el cual Kevin decidió traerlo para proteger el nuevo sistema y finalmente creó a Clu, una especie de avatar de sí mismo, el cual diseño para construir un sistema perfecto. A medida que los tres construían la Red, las condiciones fueron perfectas para que aparecieran en forma espontánea unos seres llamados ISOS (algoritmos isomórficos) de los cuales Kevin estaba feliz por su aparición. Sin embargo, Clu vio esto como una imperfección, por lo que se rebeló, asesinó a Tron y cometió un genocidio contra casi todos los ISOS en un evento llamado "La Depuración". Al ver esto, Kevin trató de salir y eliminar a Clu desde afuera, pero el portal que lo traía adentro se cerró porque consumía demasiada energía y no puede mantenerse abierto por siempre y como una caja fuerte, solo puede abrirse desde afuera y por lo tanto, Kevin se quedó atrapado dentro de la Red por toda la eternidad.
Tras este relato, Sam comprende que cuando este último entró a la Red, el portal se abrió nuevamente y era su única oportunidad para salir, pero Kevin le explica que el portal no va a durar mucho tiempo abierto ya que tarda solo un miliciclo, es decir, unas 8 horas antes de volver a cerrarse nuevamente. También le dice a Sam que no puede ir al centro porque Clu hará todo lo posible por obtener su disco diseñado especialmente, el cual es como la llave maestra para poder salir al mundo exterior y le menciona que Clu busca la perfección y que el mundo exterior es demasiado imperfecto, por lo que sería el fin de la humanidad. Además sabe que Clu planea algo malo y que en toda la Red hay mucho descontento e incluso rebeliones y que si esperan tal vez puedan encontrar una forma de como vencer a Clu desde el interior de la Red, pero Sam le menciona que el portal se cerrará en cualquier momento y que no pueden quedarse de brazos cruzados y que deben actuar ahora mientras pueden. Sin embargo, Kevin le menciona a Sam sobre qué fue lo que lo trajo a la Red en primer lugar y este le responde que Alan recibió su mensaje, pero Kevin le confiesa que él nunca envió ningún mensaje a Alan en primera instancia y que el responsable de dicho mensaje en realidad es el mismísimo Clu, ya que todo es parte de su malvado plan, el cual era poner otra pieza más en el tablero para alterar el juego y que con Sam consiguió más de lo que él esperaba y precisamente es lo que Clu quiere que hagan en primer lugar: que los dos juntos se dirijan al portal, para así emboscarlos y forzar a Kevin a salir de su escondite, para después arrebatarle su disco, ya que tiene todo el juego bajo su control y que no jugarlo es lo que posiblemente les dará la victoria.
Ante la negación de su padre por ir al portal, Sam habla con Quorra sobre como puede ser posible que Kevin le tenga miedo a su propia creación, ya que él fue quien creó a Clu en primer lugar y por qué no lo destruye de una vez por todas, pero en eso, Quorra le menciona que hay una forma, pero que para hacerlo, Kevin necesitaría hacer una fusión de reintegración. Sin embargo, le advierte que debido a su condición,  éste no sobreviviría a la fusión y que los perderían a ambos. Sam insiste en actuar por su propia cuenta, ya que Clu busca el disco de Kevin y que luego buscará a Alan para pensar en como sacar a Kevin después y también le comenta que Clu tal vez tenga el control en el interior de la Red, pero en el mundo real, éste puede borrar a Clu con solo apretar un botón. Mientras está pensativa en su habitación, Quorra decide apoyarlo y envía a Sam con Suze, una persona que guía a quienes lo desean. Sin tiempo que perder, Sam se lleva la moto de luz de Kevin, que es la más rápida en toda la Red. Mientras sigue su camino por la carretera, los centinelas a las orillas de la ciudad detectan la moto de luz de Kevin; mientras que Sam sabiendo de esto, se la da a un programa ebrio como obsequio, a cambio de su capucha para que no lo reconozcan. Sam se encuentra con Gem (Beau Garrett), una de las Sirenas que lo vistió para salir a combatir. Ella lo lleva con Cástor (Michael Sheen), dueño del club Fin de la Comunicación y le explica que para hablar con Suze primero debe hablar con él.
Mientras tanto, los centinelas consiguen recuperar la moto de luz de Kevin y rastrearla hasta su punto de origen. Por otro lado, Kevin, sabiendo que su hijo hizo algo muy irresponsable, le ordena a Quorra que prepare el deslizador de luz para ir al centro y buscar a Sam antes de que sea tarde. Sin embargo, Quorra trata de convencerlo de que no necesita exponerse, ya que lo había enviado con una persona de confianza, pero Kevin insiste que no tiene otra alternativa y que no lo perderá por segunda vez, pero en eso, deduce en donde está Sam y decide ir para allá inmediatamente. Poco después de su partida del refugio, Clu y sus guardias llegan al lugar en donde Clu tiene un flashback de cuando Kevin lo creó y luego se enoja de no encontrar a Kevin en el lugar y empieza a reírse del asunto hasta que rápidamente deduce a donde se dirige Kevin y decide seguirlo. Mientras tanto en el club, Cástor le explica a Sam que Suze ha estado desde la primera creación de la Red, luego Sam le pregunta cuándo lo conocerá y Cástor le responde que ya lo hizo, revelando que él es en realidad Suze, luego le explica que después de "La Depuración" fue necesario reinventarse como protección, entonces Suze le pregunta a Sam que es lo que desea saber y Sam le responde que necesita llegar hacia el portal, a lo que Suze le responde que el mismo ya casi se cierra y que no le queda mucho tiempo, pero le menciona que el portal no esta nada cerca, ya que se encuentra más allá de los confines de "Las Lejanias", ya que su padre no quería que ningún programa escapara de la Red accidentalmente y que por ser el hijo de Kevin esta dispuesto a ayudarlo, pero rápidamente los secuaces de Clu invaden el club buscando a Sam o al mismo Kevin. Rápidamente, Sam comienza a pelear con ellos y se da cuenta de que Suze no es lo que parece, ya que este se divierte por ver a los programas morir a manos de los secuaces de Clu. Poco después, Quorra se aparece y percibe que Suze los traicionó, mientras tanto y en medio de la pelea, ella es herida y le cortan el brazo en el proceso. Sin embargo y repentinamente, Kevin llega a la escena y corta la energía del club. Rápidamente se llevan a Quorra, pero uno de los guardias de Clu consigue arrebatarle el disco de su espalda y pone una bomba en el ascensor para que baje a toda velocidad sin frenos con el propósito de que mueran, sin embargo, Suze asesina al guardia de Clu y toma el disco de Kevin.
Mientras tanto, Kevin logra detener el ascensor, pero queda sorprendido porque le arrebataron su disco. Ante este desafortunado evento, Kevin queda en estado de shock por la pérdida del disco, por su parte, Sam se ofrece de voluntario para volver y recuperarlo, pero su padre está bastante enfurecido y le menciona a Sam que ya causó suficiente daño por unas horas y que lo mejor ahora es permanecer juntos. Mientras piensan que hacer ahora, Kevin se le ocurre la idea de abordar un aerodeslizador de carga que estaba cerca de ellos y admite darle la razón a Sam y que ahora harán las cosas a su modo y empezar una carrera hasta el portal y que tendrán una sola oportunidad si llegan antes de que Clu lo haga primero. Mientras están en pleno recorrido, Kevin empieza a examinar el disco de Quorra, para tratar de encontrar el código dañado y repararle su brazo, pero en medio de eso Sam se da cuenta de que Quorra es en realidad una ISO, específicamente la última de su especie. Finalmente y tras encontrar el código dañado, Kevin consigue reparar el brazo de Quorra con éxito (entrando y manipulando el código "raíz"), pero mientras el sistema de Quorra tarda un tiempo en reiniciarse de la reparación, Kevin decide hablar un rato con Sam, para que este le cuente todas las noticias que han pasado en los últimos años en el mundo exterior desde de su desaparición.
Mientras tanto, Clu finalmente llega al club buscando el disco de Kevin, el cual esta en posesión de Suze, donde también se entera de que tanto Kevin, Sam y Quorra escaparon, pero Suze por su parte le menciona que es de suponer ellos hayan muerto en la caída del ascensor. Ante esto, Clu le ordena a Rinzler ir a buscarlos en la planta baja del edificio y asegurarse que estos estén muertos. Devuelta en el aerodeslizador, Sam le comenta todos los cambios que han acontecido en el mundo exterior y donde también le comenta a su padre que los padres de Kevin, para el tiempo que estaba atrapado en la Red, ya habían fallecido, su padre cuando Sam tenía 12 años y su madre 5 años después. Tras unas horas de charla, Sam le recuerda a su padre lo que le dijo la noche que desapareció 20 años atrás sobre que él un día entraría a la Red y Kevin le menciona que estaba ansioso por enseñarle a su hijo este mundo en aquel entonces. En eso, Sam agrega que el lugar era increíble hasta que Clu lo arruinó todo, pero Kevin le revela que no es del todo la culpa de Clu, ya que este último solo siguió la programación original que Kevin le había impuesto en ese momento, sino que el verdadero responsable de arruinarlo todo fue del mismo Kevin, ya que este deseaba la perfección y que para ese entonces, él no lo entendía. Kevin le entrega un líquido especial a Sam para que se lo entregue a Quorra cuando despierte, mientras que este se irá a tocar en el cielo y a escuchar el sonido. Por otro lado, Rinzler revisa la planta baja del ascensor dañado y pronto descubre las huellas que estos dejaron, indicando su supervivencia, por lo que secretamente le informa a Clu. Por otro lado, Suze en un principio duda en entregarle el disco a Clu, mientras este último le preparaba un trago y donde también Suze balbucea sobre la supuesta iniciativa que Clu tiene preparada desde hace mucho tiempo, pero finalmente se lo entrega sin problemas, creyendo que tal vez así este le perdonaría la vida. Sin embargo, cuando Clu obtiene el disco, varios de sus secuaces colocan explosivos por todo el club y admite que no quiere dejar cabos sueltos, pero que también fue un placer haber hecho negocios con él y se retira del lugar. Una vez que la nave de Clu se retira del lugar, los explosivos finalmente estallan y destruyen el club, matando tanto a Suze como también a Gem.
Cuando finalmente Quorra se despierta, esta admite que fue un error haber enviado a Sam con Suze, ya que ella nunca pensó que este último los traicionaría, pero Sam la tranquiliza y le menciona de que este también a cometido errores. Momentos después, Sam le pide saber a Quorra como fue que se encontró con Kevin la primera vez y esta última intenta explicarle a Sam sus verdaderos orígenes. Sin embargo, Sam ya estando anuente de la situación por medio de Kevin, le menciona a Quorra de que este ya sabe toda la verdad y de que ella es una ISO. Por su parte, Quorra explica que su encuentro ocurrió en medio de "La Depuración", ya que en ese entonces, Clu fue muy implacable y que la guardia negra ejecutaban a los ISOS en las calles de la Red sin piedad y sin misericordia alguna y que todos sus conocidos habían muerto en ese incidente, luego menciona que un tiempo después vinieron por ella para ejecutarla, pero ella con tal de evitar ese cruel destino, decidió huir y consiguió que un programa compasivo (revelándose tiempo después que dicho programa compasivo era en realidad Anon, el protagonista del videojuego precuela de Tron: Evolution) la sacara de la ciudad, pero pronto su escape se vio frustrado cuando los guardias de Clu la encontraron y esta solo se tiró en el suelo y cerró sus ojos preparándose para morir en ese momento, pero justo cuando creyó que todo se oscurecía, esta sintió un aire de esperanza en su rostro y que cuando al fin abrió los ojos vio que se encontraba frente a frente con Kevin, el cual se encargó de eliminar a los guardias y rescatarla, además de que todo este tiempo Kevin solo trató de protegerla. Aclarada todas sus dudas, Quorra le cuenta a Sam su deseo de conocer el Sol en el mundo exterior y Sam trata de describírselo, con dificultad, pues nunca lo ha hecho. Mientras esto ocurre, Kevin observa la situación desde lejos y solo se limita a sonreír de ver como su hijo interactúa con la joven ISO, pero pronto se da cuenta de que hay una nave de Clu en medio del camino y cuando el aerodeslizador se detiene se dan cuenta de que tiene almacenados miles y miles de programas recodificados para ser utilizados para un propósito desconocido, es entonces cuando se dan cuenta de que Clu está armando un ejército privado a su servicio para llevarlo al mundo exterior. Mientras tanto, Clu les cuenta en un discurso a todos sus seguidores sus planes de conquistar el mundo exterior y donde también señala el disco de Kevin, que se encuentra en su cabina. Entonces idean un plan para obtener el disco y escapar hacia el portal. Para ganar algo de tiempo, Quorra decide sacrificarse para distraer a los guardias y es capturada por Rinzler. Pero mientras observan la captura, Kevin ve detenidamente a Rinzler y descubre que este en realidad es Tron, dando a entender que él mismo no murió en aquel incidente como este creía.
Con tal de frustrar el malvado plan de Clu y su ejército, Sam decide ir tras el disco Kevin, mientras que su padre por otro lado obtiene un avión en el hangar con el cual pueden escapar más adelante. Finalmente, Sam llega hasta la cabina y derrota a los guardias de Clu sin muchos problemas y recupera el disco de su padre, pero justo cuando interrogaba Jarvis (el asistente de Clu sobre el paradero de Quorra), sorpresivamente, Rinzler se aparece en el lugar con esta última y ambos tienen una breve pelea, pero Sam logra vencerlo y rescatar a Quorra, luego ambos intentan escapar rápido por el elevador, pero Quorra le menciona que Clu subirá en unos minutos por ahí, por lo que no tienen ninguna salida. Sin embargo, Sam toma un paracaídas que estaba ahí y ambos saltan por la ventana y llegan al hangar. Finalmente, Sam, Kevin y Quorra logran escapar en el avión que Kevin consiguió, por otro lado, Rinzler se recupera y trata de seguirlos, pero pronto descubre que estos han logrado escapar. Poco después, Clu y sus guardias llegan al lugar en donde Rinzler de manera indirecta le revela que su asistente dejó escapar a los intrusos. Enfurecido por lo sucedido, Clu asesina despiadadamente a Jarvis por su traición y rápidamente persigue la nave de Kevin, Quorra y Sam, seguido por Rinzler y cuatro guardias, donde Sam en conjunto con Quorra logran repeler y derribar a los cuatro guardias de Clu. Luego Rinzler los empieza a atacar y daña la torreta de Sam, pero cuando los tiene en la mira y listo para derribarlos, este inmediatamente empieza a verse algo confundido hasta que Clu le ordena disparales y acabar con ellos, pero este se niega y se eleva dejando que Clu los empiece a atacar, pero cuando Clu parece acabar con ellos, Rinzler inmediatamente aparece diciendo: "¡Yo defiendo a los usuarios!" y acaba por estrellar su nave contra la de Clu. Sin embargo, en plena caída libre, Rinzler intenta activar su último avión para salvarse, pero Clu se aparece sorpresivamente y se lo quita, dejando que este caiga al agua y mientras este se hunde en el agua, las luces rojas se vuelven azules revelando que en realidad es Tron. Tras muchas dificultades, Kevin, Quorra y Sam llegan hasta el portal y se preparan para salir de la Red, pero de forma repentina, Clu se aparece en el portal esperándolos, pero antes de intentar atacarlo, Kevin le pide a Sam y Quorra que retrocedan y lo dejen confrontar a Clu cara a cara. En eso, Clu le recrimina a Kevin que hizo todo lo que le pidió que hiciera en su momento y que ha creado el sistema perfecto, pero Kevin le menciona en tono de arrepentimiento diciendo: "Lo que aprendí de la perfección, es que es inalcanzable, es imposible, pero está frente a nosotros todo el tiempo. No lo entiendes, porque cuando te creé yo no lo entendía", y finalmente se disculpa con Clu por haberlo abandonado en aquella ocasión por su obsesión.
Al no quedar conforme con esto, Clu golpea a Kevin y lo empuja para atrás, provocando que Sam lo ataque en defensa de su padre, pero Clu lo derrota fácilmente y lanza a un lado. Por otro lado, Kevin le pide a Quorra que huyan y esta última atraviesa el puente para proteger a Sam, pero justo cuando Clu intenta atacarlos, Kevin le menciona a Clu que no olvide a que vino, por lo que este lo deja de momento y cierra el puente, para que Quorra y Sam no interfieran, rápidamente Clu patea a Kevin en el rostro y lo voltea para quitarle su disco, pero sorpresivamente, Clu descubre que el disco que Kevin tenía era en realidad el de Quorra, ya que estos los habían intercambiado en secreto. Entonces, un confundido Clu le pregunta a Kevin porque hizo eso y éste sólo se limita a mencionarle que es porque Sam es su hijo; no conforme con el engaño, Clu intenta matar a Kevin con el disco de Quorra, pero en el último segundo falla su ataque y decide tratar de detener a Sam y Quorra antes de que escapen y salta el puente desesperadamente, pero ya es demasiado tarde, ya que Sam y Quorra se ponen en el portal y alzan el disco de Flynn iniciando su salida de la Red. Finalmente, el mismo Kevin se despide de Sam y le pide a su hijo que cuide de Quorra. En ese momento, Clu consigue cruzar el puente hacia el portal y trata de detener a Sam y Quorra, pero Kevin rápidamente se lo impide y toca el suelo para iniciar la fusión con Clu, según un programa establecido anteriormente en forma secreta. Por otro lado, Clu sigue intentando alcanzarlos y de paso resistir la fusión de Kevin, pero finalmente, Clu es derrotado y se fusiona nuevamente con Kevin, pero debido a su condición actual, el cuerpo de Kevin no resiste la fusión y explota de forma nuclear, justo después de que el portal se cierra y la nave en la que venía el ejército de Clu finalmente se destruye en la explosión.
Tras esto, Sam se aparece nuevamente en la oficina secreta y descarga toda la Red en un dispositivo de memoria SD y al terminar la descarga, se lo cuelga en el cuello y luego apaga el ordenador. Alan llega al arcade solo para que Sam le diga sarcásticamente que tomará las riendas de ENCOM. Cuando Sam está saliendo del arcade, se voltea y le dice que tenía razón, Alan le pregunta sobre qué y Sam le dice que en todo. Quorra, quien está esperando a Sam afuera, le pregunta que harán ahora. Él le dice que tiene algo que mostrarle, y la lleva a ver el amanecer en su moto para que pueda ver el sol en las afueras de la ciudad.

## Reparto

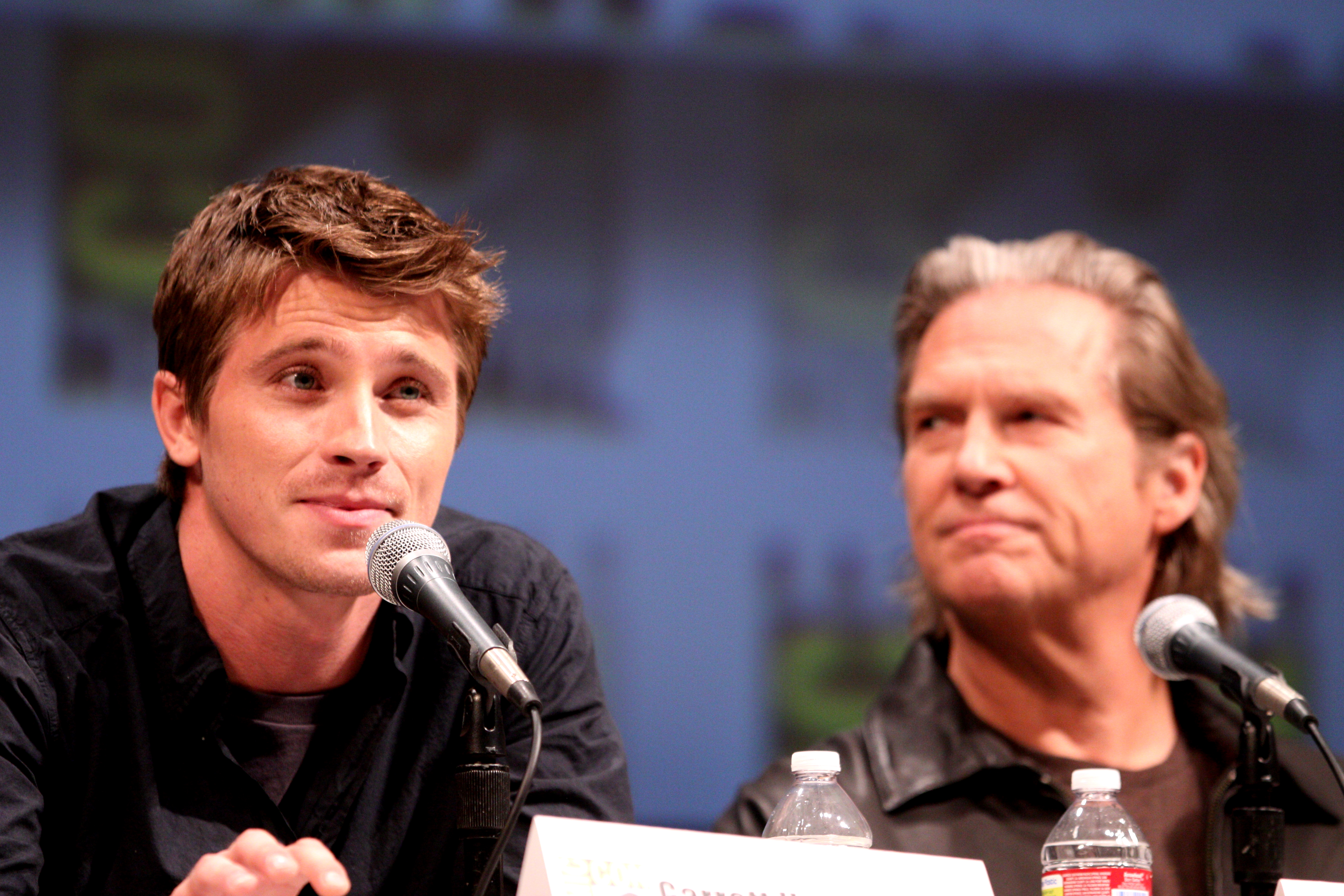
Actor Garrett Hedlund y Jeff Bridges en el panel de Tron: Legacy en Comic Con, San Diego, California (2010)

- Garrett Hedlund es Sam Flynn, hijo de Kevin Flynn.
- Jeff Bridges es Kevin Flynn, el ex CEO de ENCOM International y creador del popular juego de arcade Tron basado en sus propias experiencias en la realidad virtual de ENCOM; que desapareció en 1989 al desarrollar "una frontera digital que remodelará la condición humana".
  - Jeff Bridges también interpreta a CLU 2.0, una nueva versión del programa original CLU, el antagonista principal.
- Olivia Wilde es Quorra, leal confidente de Kevin Flynn, única ISO que sobrevivió al genocidio de los ISOS perpetrado por CLU 2.0.
- Bruce Boxleitner es Alan Bradley, actualmente director ejecutivo de ENCOM International.
  - Boxleitner también interpreta a Tron en los recuerdos de Kevin Flynn.
  - Anis Cheurfa es Rinzler, un programa de seguridad reprogramado por CLU para ser su asesino personal, más tarde se descubre que Rinzler no es otro que el programa Tron.
- Michael Sheen es Castor, dueño del club End Of Line dentro del mundo electrónico y de oscuro pasado.
- James Frain es Jarvis, mano derecha y oficial de información de CLU 2.0
- Beau Garrett es Gem, una de cuatro programas hermanas llamadas Sirenas, quienes alistan a Sam y a otros programas que son enviados a competir en La Arena.
- Daft Punk aparecen como los DJ's enmascarados del club Fin de la Comunicación.
- Cillian Murphy es Ed Dillinger Jr, jefe de programación de Encom e hijo de Edward Dilliger (el principal antagonista de la película original).

Los personajes de Yori y de la Dra. Lora Baines, ambos interpretados por la actriz Cindy Morgan en la película original de TRON, no aparecen en esta nueva producción.

## Inspiración y temas

El personaje de Wilde, Quorra, fue modelado con base en Juana de Arco.

Tron: Legacy está lleno de varias referencias a temas religiosos, particularmente aquellos relacionados con el cristianismo y el budismo. El personaje de Olivia Wilde, Quorra, tomó inspiración de la figura católica Juana de Arco. Wilde se inspiró en ella seis meses antes de que comenzara la producción de la película. Ella, junto a Kosinski, colaboraron con los escritores en la edición de los personajes para que ella tuviera las características de Juana de Arco. Wilde evaluó las características de la figura diciendo: "Es esta guerrera improbable, muy fuerte, pero compasiva, y completamente guiada por el desinterés. También piensa que está en contacto con algo de un poder más alto y tiene un pie en cada mundo. Esos son los elementos de Quorra. Puesto que ella personifica el concepto de androginia, los productores concibieron a Quorra desde esa perspectiva, en particular dándole un corte de pelo corto.
Bridges opinó que Tron: Legacy evocaba un mito moderno, y agregó que las ideas que aludían al avance tecnológico eran frecuentes a lo largo de la película. A Cyriaque Lamar de io9, el acercamiento de la película a la tecnología era una reminiscencia de un kōan. "Una de las cosas que me llevó a esta película -afirmó Bridges- fue la idea de ayudar a crear un mito moderno que nos ayude a navegar a través de estas aguas tecnológicas [...]. Encuentro la gratificación inmediata tanto como cualquiera, pero sucede tan rápido que si tomas una decisión como esa, puedes ir muy lejos por el camino equivocado. Piense en las botellas desechables. ¿De donde vinieron? ¿Quién lo decidió? Usted puede tomar un par de tragos de agua [...] y esas botellas no se desintegrarán por completo. Los animales microscópicos comen el plástico, y los peces los comen, y todos estamos conectados. Es una situación finita".
Según el guionista Adam Horowitz, Kosinski afirmó que el tema universal de la película era "encontrar una conexión humana en un mundo digital". Siguieron esto "acercándose al mundo desde la perspectiva del personaje, usando a Kevin Flynn como un principio organizador, y enfocándose en la relación emocional del padre y el hijo y su reconciliación; lo cual da vuelta a sus respectivas vidas individuales".

## Producción

### Antecedentes
Steven Lisberger se mudó de Boston, Massachusetts a Filadelfia, Pensilvania en la década de 1970 para seguir con su carrera en animación por ordenador. Debido a que el campo de la animación por computadora estaba concentrado principalmente en Los Ángeles, Lisberger tenía muy poca competencia operando en la costa este: "Nadie en aquel entonces hacía cosas de Hollywood, así que no había competición y nadie nos decía que no podíamos hacerlo". Posteriormente produjo la película de ciencia ficción estadounidense Tron (1982) para Walt Disney Productions, la primera película de animación por computadora. Aunque la película obtuvo algunos elogios críticos, generó modestas ventas en taquilla - el acumulado bruto en América del Norte fue de solo $33 millones. El productor Sean Bailey, que vio la película con su padre y Lisberger, quedó cautivado por el producto final. Aunque Tron se comportó por debajo de las expectativas de Disney, más tarde consiguiò seguidores de culto, que alimentaron la especulación del supuesto interés de Pixar en crear una secuela, en 1999. Los rumores de una secuela de Tron se encendieron después del lanzamiento en 2003 del videojuego de disparos en primera persona, Tron 2.0. Lisberger insinuó que una tercera entrega podría suceder, dependiendo del éxito comercial del juego.

### Guion
Poco después de contratar a Kosinski, Bailey se acercó al dúo de guionistas Adam Horowitz y Edward Kitsis, quienes aceptaron por ser descritos como "obsesionados con Tron". Horowitz afirmó más tarde que el desafío era "homenajear la primera película, continuar la historia, ampliarla y llevarla a otro lugar y abrir espacio para nuevos fans", y Kitsis afirmó que la película comenzaría una nueva mitología "de la que nosotros sólo rasguñamos la superficie". Horowitz y Kitsis primero crearon un esquema de la historia, y desarrollaron y afinaron la trama con Bailey y Kosinski a través de un período de dos días en La Quinta. Los escritores también consultaron a Lisberger, para ver la contribución del creador de Tron en la historia. Lisberger dio su bendición, sobre todo porque tiene un hijo de la misma edad que Sam, que Kitsis declaró "era como si hubiéramos tocado algo que estaba sin ni siquiera darnos cuenta". El equipo de Pixar contribuyó con las reescrituras para las grabaciones adicionales después de ser mostrado un corte áspero en marzo de 2010, que ayudó en particular al desarrollo de la historia de Sam.

### Concepción

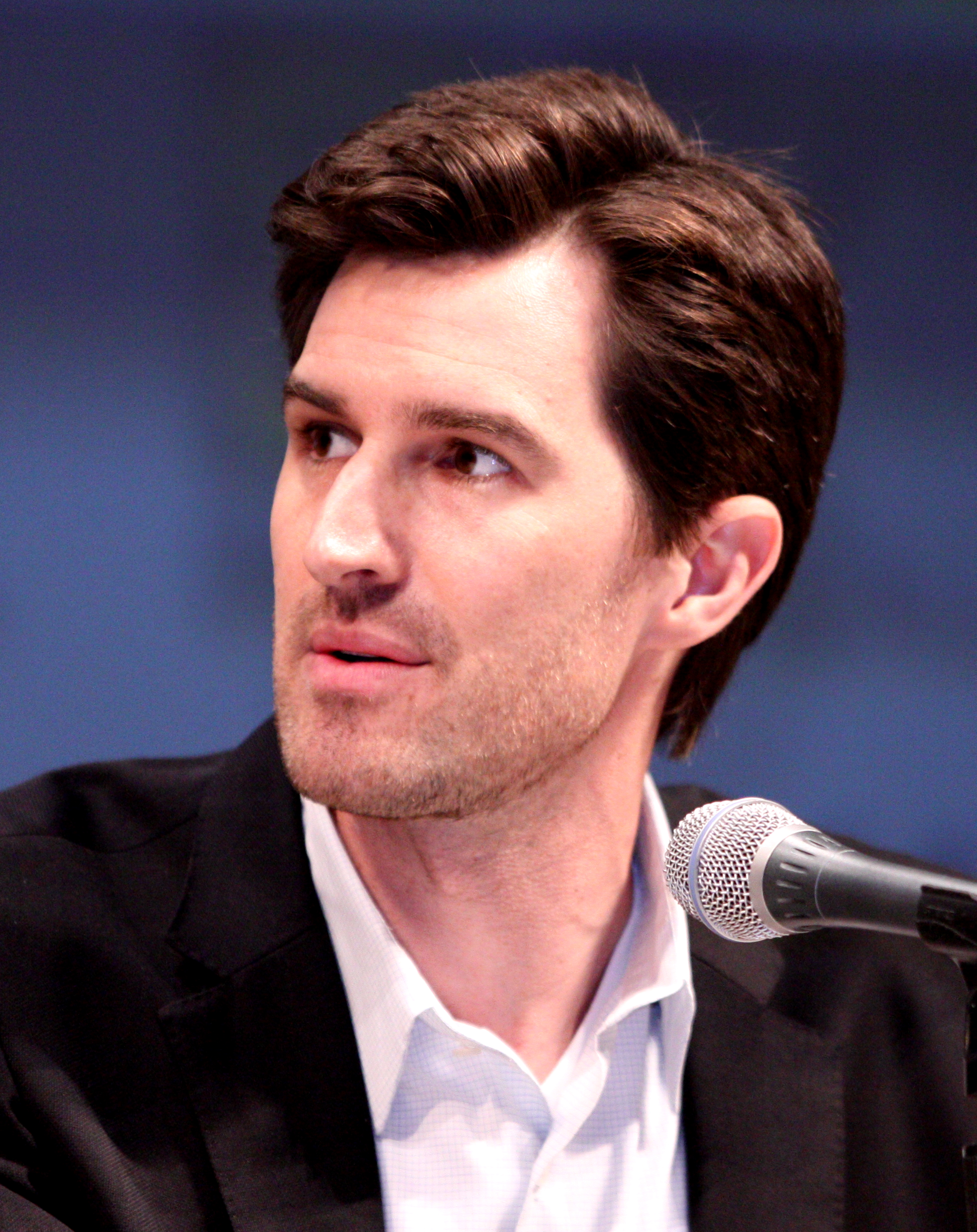
Kosinski, que trató de evitar la fórmula utilizada en The Matrix, desarrolló un prototipo del universo de Tron: Legacy en sus primeras etapas de producción.

Los planes para crear Tron: Legacy comenzaron a materializarse en 2005, cuando Walt Disney Studios contrató a los guionistas Brian Klugman y Lee Sternthal como escritores para la película. Los dos habían terminado recientemente de escribir el guion para Warrior. Según el columnista de Variety, Michael Fleming, Klugman y Sternthal sentían "que el mundo ha alcanzado el concepto original de Lisberger". Klugman dijo de la película anterior: "Se recordó no sólo por la historia, sino por un estilo visual que nadie había usado antes, lo estamos contemporizando, tomando ideas que estaban por delante de la curva y aplicándolas al presente, y sentimos que la película tiene una oportunidad de resonar en un público más joven".

### Desarrollo
En la Convención Internacional de Cómics de San Diego del 2008, un tráiler preliminar (etiquetado como TR2N y dirigido por Joseph Kosinski) se mostró como una sorpresa para los invitados al evento. En él se veía un programa amarillo que participó en una batalla de motocicletas de luz contra un programa azul; y destacó Jeff Bridges que regresaba a su papel de Kevin Flynn con más años de edad (desde la primera película). Al final del tráiler, el programa amarillo mostraba su rostro, que parecía idéntico al anterior programa de Flynn, Clu (parecido al joven Flynn de Tron).
Mientras que el tráiler no confirmó que una secuela de Tron estaba en producción, mostró que Disney estaba pensando en una secuela.
Las motos de luz regresan, con nuevos diseños de Daniel Simon. Según la conferencia de prensa en Comic-Con 2008, "aparecerá un nuevo vehículo llamado "Light Runner", una versión de dos asientos de la moto de luz. Se dice que es muy rápida, y tiene la capacidad única de salir de la red que él mismo hizo. También tenemos la visión de la motocicleta de Kevin Flynn, una "Moto de Luz de Segunda Generación" diseñado por Flynn en 1989 y "sigue siendo la cosa más rápida en The Grid". Incorpora algo de ambas películas".

### Rodaje

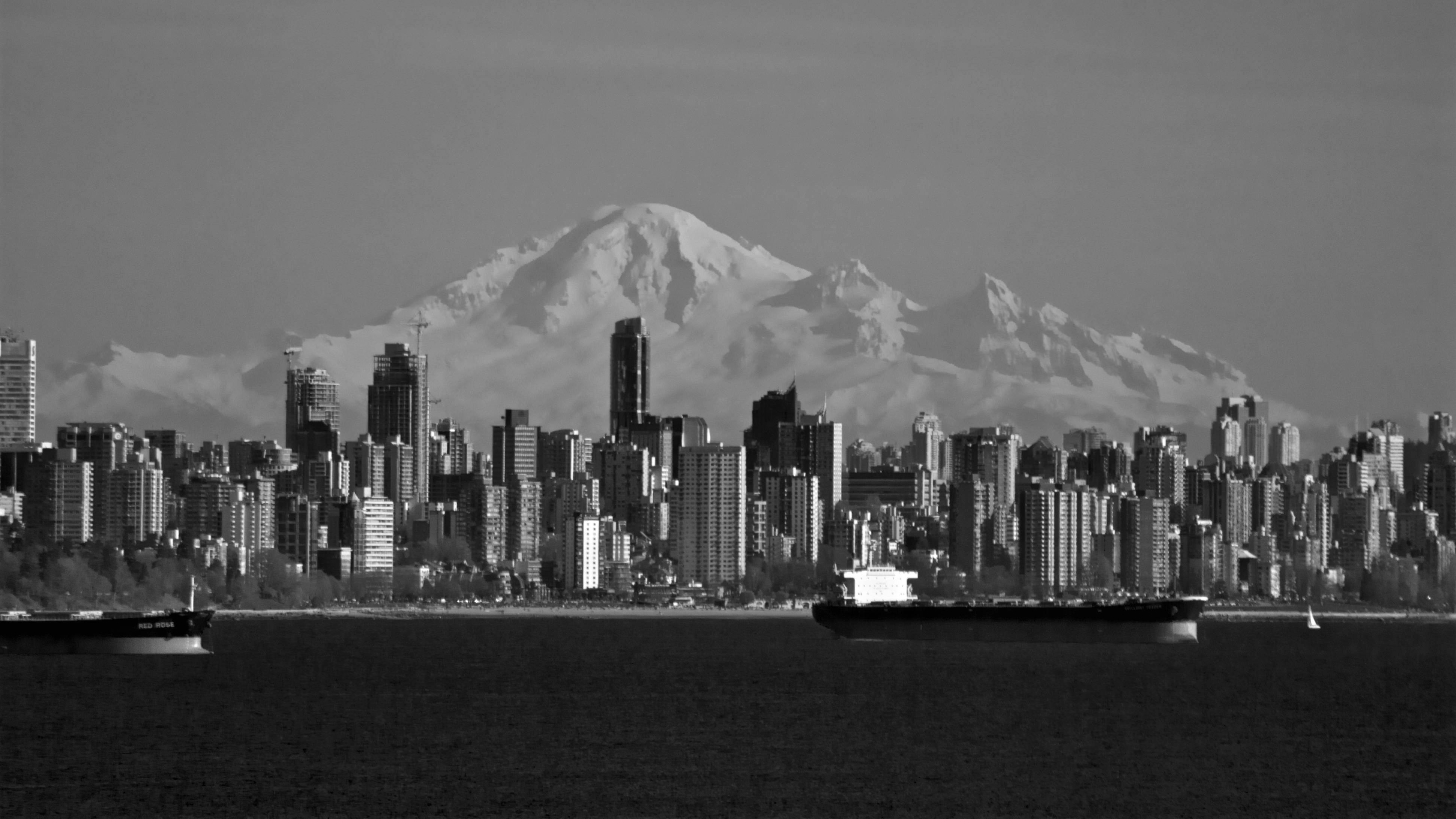
Una parte del centro de Vancouver proporcionó el escenario de Tron: Legacy.

La fotografía principal ocurrió en Vancouver, Columbia Británica en abril de 2009, y duró aproximadamente 67 días. Muchos lugares para el rodaje se establecieron en el centro de Vancouver y sus alrededores. El rodaje de la película tuvo lugar en el estudio Canadian Motion Picture Park en Burnaby, un suburbio cercano de la ciudad. Kosinski colaboró con personas que se especializaron en campos fuera de la industria cinematográfica, como la arquitectura y el diseño automovilístico.

### Diseño
Al definir su método para crear Tron: Legacy, Kosinski declaró que su objetivo principal era "hacer que se sintiera real", y añadió que quería que la audiencia se sintiera como si la película hubiera ocurrido en el universo ficticio.

### Sonido y efectos visuales
Los efectos de la multitud para el campo de juego se grabaron en el San Diego Comic-Con Internacional de 2010. Durante uno de los paneles de Tron: Legacy, la multitud recibió instrucción a través de una gran pantalla de video, mientras que los técnicos de Skywalker Sound grabaron la actuación. La audiencia cantó y pisó con efectos similares a lo que se oye en los deportes de arena modernos.

### Música

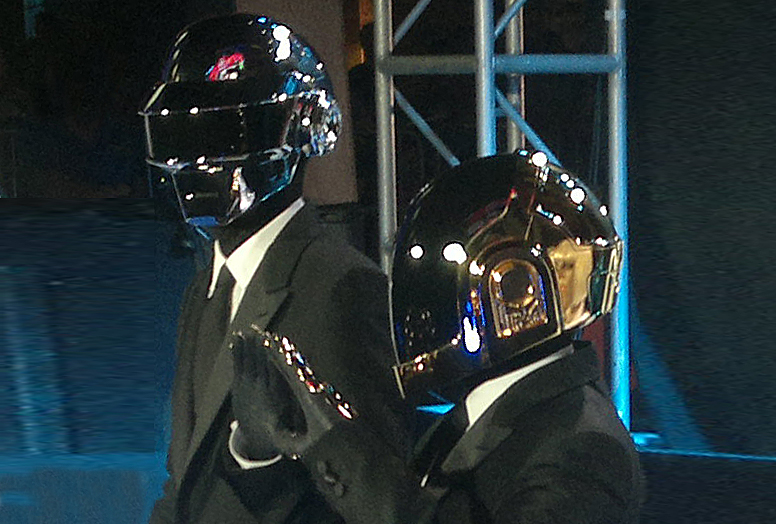
Para el soundtrack, Daft Punk se alejó de un sonido exclusivamente electrónico e incorporó elementos orquestales.

El dúo francés de música electrónica Daft Punk compuso la banda sonora. Durante el Comic-Con 2009, se reveló que ellos compusieron 24 pistas para la película. Cuando le preguntaron a Kosinski por qué decidió tener al dúo al mando de la banda sonora, él respondió: «¿Como no podría al menos recurrir donde ellos?». Kosinski se refirió al álbum, como una mezcla de música electrónica y orquestal. Olivia Wilde declaró que el dúo quizás estarían involucrados con futuros eventos promocionales pero esto jamás sucedió. Un primer tráiler incluye a los Daft Punk y su pista «Derezzed de la banda sonora. Incluye una orquesta de 85 piezas, grabadas en los AIR Lyndhurst Studios de Londres. Se lanzó un álbum al público el 6 de diciembre de 2010. Más tarde, Walt Disney Records lanzó un álbum de remixes de la banda sonora titulado Tron: Legacy Reconfigured el 5 de abril de 2011.

## Marketing
El 21 de julio de 2009, varios sitios web relacionados con la película publicaron que habían recibido por correo con un par de fichas "Flynn's Arcade" junto con una unidad flash. Su contenido era un GIF animado que mostraba líneas de código CSS. Cuatro de ellos fueron unidos y parte del código fue roto, revelando la URL a Flynnlives.com, un sitio ficticio mantenido por los activistas que creen que Kevin Flynn está vivo, a pesar de que ha estado desaparecido desde 1989.

### Parques temáticos y atracciones

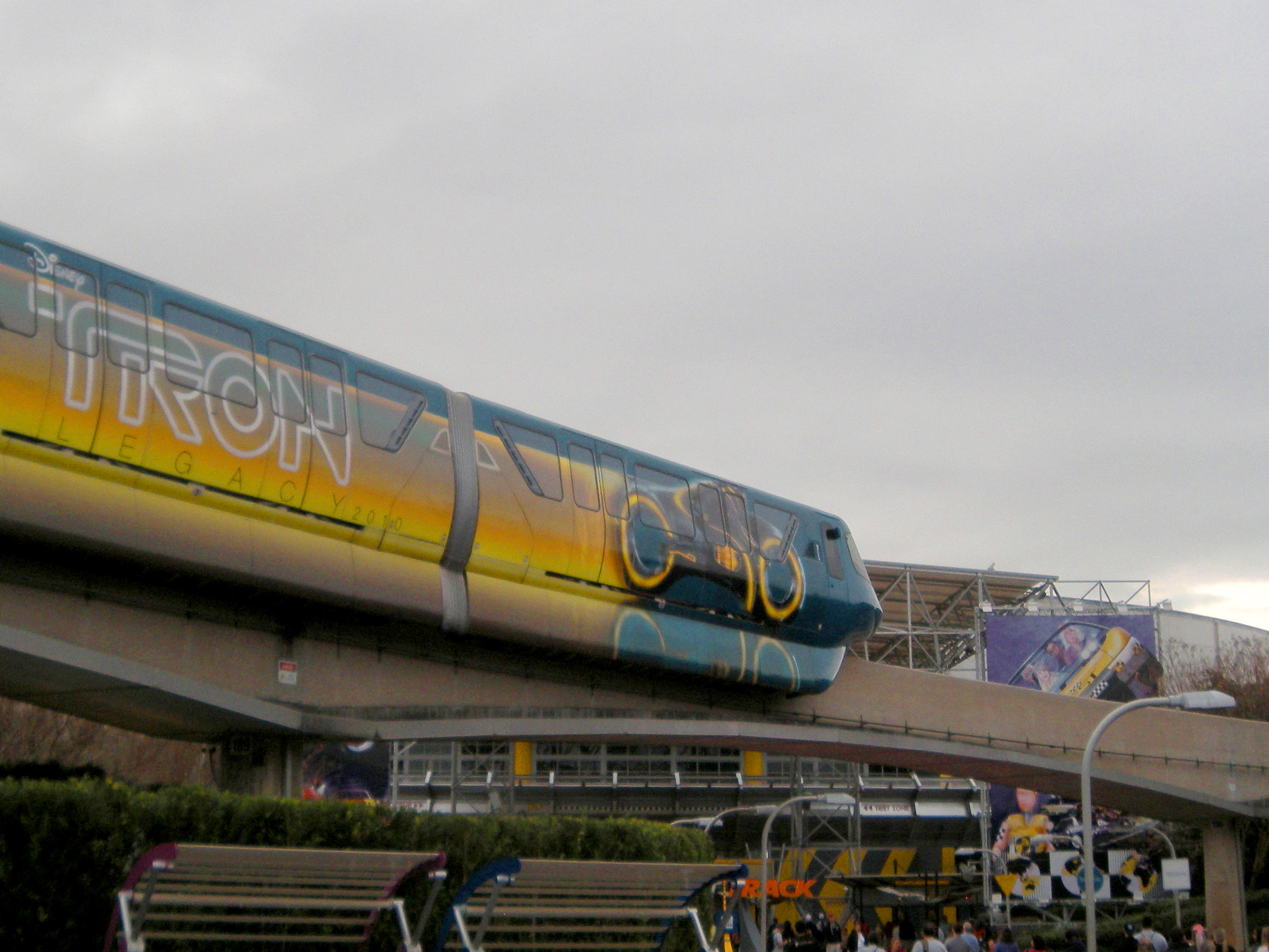
El monorraíl de Tron que pasa por Epcot en el Walt Disney World Resort.

En el Walt Disney World Resort en Florida, un tren de monorriel fue decorado con obras de arte especiales que representan bicicletas con rayos de luz, junto con el logotipo de la película. Este monorraíl con temas de Tron (antiguamente el monorriel "Coral") fue renombrado el "Tronorail" y se inauguró en marzo de 2010.

### Mercancía
Las líneas de la electrónica y de juguete inspiradas en la película fueron lanzadas durante el otoño de 2010. Una línea de joyas inspiradas en Tron, zapatos y prendas de vestir también fue lanzado, y Disney incluso creó una tienda pop-up para venderlos en Culver City. Los controles de videojuego personalizados de Tron han sido lanzados para Xbox 360, PlayStation 3 y Wii.

## Estreno

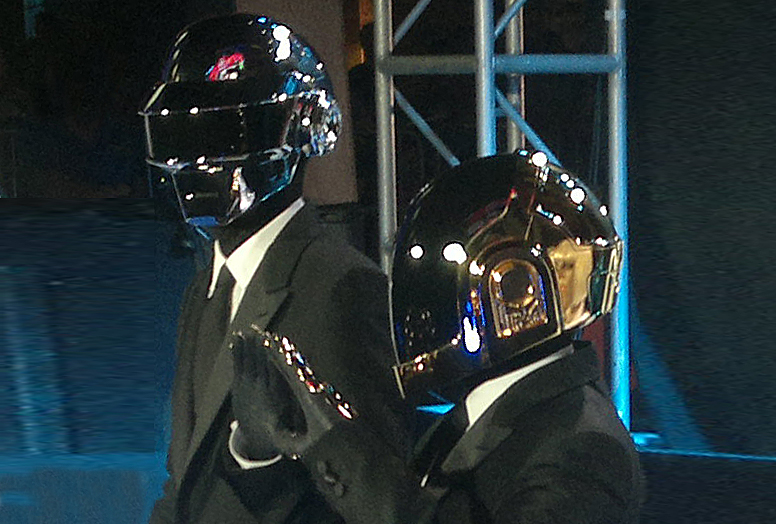
Miembros de Daft Punk en la Premiere de Tron Legacy en Tokio, Japón.

El 28 de octubre de 2010, una proyección de 23 minutos de la película fue puesta en muchos cines IMAX de todo el mundo (presentada por ASUS). Las entradas para este evento se agotaron en una hora el 8 de octubre, de igual manera los billetes stand-by para el evento se vendieron poco antes de que comenzara la presentación. Al mismo tiempo que la mercancía original de la película fue puesta a la venta. Anunciado a través de la página oficial en Facebook de Tron, el estreno de la alfombra roja de la película se transmitió en vivo en Internet. Tron: Legacy fue estrenada en los cines el 17 de diciembre de 2010, en los Estados Unidos y el Reino Unido. La película fue originalmente establecida para ser lanzado en el Reino Unido el 26 de diciembre de 2010, pero se adelantó debido a la alta demanda. La cinta fue presentada en IMAX 3D y Disney Digital 3D.

### Formato casero
Tron: Legacy fue lanzada por Walt Disney Studios Home Entertainment en Blu-ray, DVD, y descarga digital en Norteamérica el 5 de abril de 2011.

## Recepción

### Taquilla
Previo a su estreno, varios analistas financieros predijeron que Tron: Legacy podría recaudar entre $40-50 millones de dólares durante su fin de semana de estreno, una cifra que el comentarista de Los Angeles Times, Ben Fritz, escribió podría ser "sólida pero no espectacular". Aunque el estudio esperaba atraer a una amplia audiencia, la película atrajo principalmente a los hombres: "Las mujeres parecen ser más vacilantes sobre esta secuela de ciencia ficción", escribió Fritz. Jay Fernández, de The Hollywood Reporter, sentía que la audiencia desproporcionada sería un problema para las perspectivas a largo plazo de la taquilla. Escribiendo para Box Office Mojo, Brandon Gray atribuyó el hype del preestreno a "expectativas injustificadas de los fanboys de un blockbuster", dado el Tron original fue considerado un fracaso de taquilla cuando fue lanzada, y los seguidores de culto de la película la "ascendieron a un nicho".
En Norteamérica, la cinta ganó $43.6 millones durante su fin de semana de estreno. En su primer día, recaudó $17.6 millones, incluyendo $3.6 millones de los prestrenos de media noche en cerca de 2 000 cines, 29% del total fue de proyecciones IMAX, y reclamó el primer lugar en taquilla el fin de semana, por delante de Yogui Bear y How Do You Know. Tron: Legacy recaudó aproximadamente $ 68 millones durante su primera semana, y superó los $100 millones en su decimosegundo día de estreno.
Fuera de Norteamérica, Tron: Legacy recaudó $23 millones en su fin de semana de estreno, con un promedio de $6 000 dólares por cine. De acuerdo con Disney, el 65% de la taquilla foránea provino de cinco mercados clave: Japón, Australia, Brasil, Reino Unido y España. El film se comportó mejor en Japón donde obtuvo $4.7 millones de 350 cines. Australia ($3.4M), el Reino Unido ($3.2M), Brasil ($1.9M), y España ($1.9M). Para el siguiente fin de semana, Tron: Legacy obtuvo $65.5 millones de mercados foráneos, sumando un total de $153.8 millones. Al final de su estancia en cines, Tron: Legacy obtuvo $400 062 763 de dólares; de los cuales $172,062,763 provienen de Norteamérica, y $228,000,000 de otros territorios.

### Crítica
Tras su lanzamiento, la película recibió críticas mixtas de los expertos en cine, quienes elogiaron los efectos visuales, el diseño de producción y la banda sonora, pero criticaron el desarrollo del personaje, la actuación del reparto y la historia. El sitio web Rotten Tomatoes informó que el 51% de los críticos le dieron a la película una revisión positiva, basada en 226 comentarios. Alcanzando una puntuación media de 5.9/10, el consenso del sitio declaró: «Tron: El Legado cuenta con efectos visuales deslumbrantes, pero sus personajes humanos y la historia se pierden en medio de su diseño de producción último modelo». En Metacritic, que asigna una calificación normalizada a 100 con base en las revisiones de los críticos principales, Tron: Legacy recibió un puntaje promedio de 49, basado en 40 revisiones.
Los efectos visuales fueron citados como el punto culminante y central de la película. En su crítica de tres estrellas, Roger Ebert, del Chicago Sun-Times, consideró que el ambiente era estéticamente agradable y agregó que su score mostraba una "fuerza electrónica" que complementaba las imágenes. El columnista de Rolling Stone, Peter Travers, hizo eco en los sentimientos, concluyendo que los efectos eran un "premio de calibre".
Los críticos se encontraron divididos al hablar del desarrollo del personaje y los argumentos en Tron: Legacy. El periodista de The New Yorker Bruce Jones comentó que la audiencia no conectó con los personajes, ya que carecían de emoción y sustancia. «Disney puede estar buscando una bonanza con la mercadotecnia de esta prolongada secuela [comentó Jones], pero a alguien en las oficinas corporativas se le olvidó añadir cualquier interés humano a su pesado guion de acción.» Del mismo modo, la periodista de USA Today, Claudia Puig, encontró que Tron: Legacy resuena con un diálogo «absurdo» y «sin imaginación, incluso ofuscante», y que «la mayor parte de la historia simplemente no funciona». Aunque proclamó que la trama de Tron: Legacy y su predecesora tiende a ser irregular, Ian Buckwalter de NPR fue indulgente con Legacy debido a su carácter juvenil.

### Premios
Tron: Legacy recibió un premio por "Mejor score original" de la Austin Film Critics Association. La película también fue nominada para "Excelencia en el diseño de la producción para una película de la fantasía" por el Gremio de Directores de Arte, y para "Edición de sonido" por la Academia de Artes y Ciencias Cinematográficas. La película estuvo en la lista final para el Premio de la Academia a los Mejores Efectos Visuales, aunque no recibió una nominación.
| Premio                             | Fecha                   | Nominado/a(s)                                                               | Categoría                                                                    | Resultado |
| ---------------------------------- | ----------------------- | --------------------------------------------------------------------------- | ---------------------------------------------------------------------------- | --------- |
| 83° Premios de la Academia         | 27 de febrero de 2011   | Gwendolyn Yates Whittle y Addison Teague                                    | Mejor edición de sonido                                                      | Nominado  |
| Art Directors Guild                | 5 de febrero de 2011    | Darren Gilford                                                              | Excelencia en el diseño de producción para una película de fantasía          | Nominado  |
| Austin Film Critics Association    | 22 de diciembre de 2010 | Daft Punk                                                                   | Mejor score original                                                         | Ganador   |
| Costume Designers Guild            | 22 de febrero de 2011   | Michael Wilkinson y Christine Bieselin Clark                                | Excelencia en una película de fantasía                                       | Nominado  |
| Las Vegas Film Critics Society     | 16 de diciembre de 2010 | Daft Punk                                                                   | Mejor score original                                                         | Nominado  |
| Las Vegas Film Critics Society     | 16 de diciembre de 2010 |                                                                             | Mejores efectos visuales                                                     | Nominado  |
| MTV Movie Awards                   | 5 de junio de 2011      | Olivia Wilde                                                                | Mejor estrella revelación                                                    | Nominado  |
| 37th Saturn Awards                 | 23 de junio de 2011     |                                                                             | Mejor película de ciencia ficción                                            | Nominado  |
| 37th Saturn Awards                 | 23 de junio de 2011     | Jeff Bridges                                                                | Mejor actor                                                                  | Ganador   |
| 37th Saturn Awards                 | 23 de junio de 2011     | Garrett Hedlund                                                             | Mejor actor de reparto                                                       | Nominado  |
| 37th Saturn Awards                 | 23 de junio de 2011     | Daft Punk                                                                   | Mejor música                                                                 | Nominado  |
| 37th Saturn Awards                 | 23 de junio de 2011     | Michael Wilkinson                                                           | Mejor vestuario                                                              | Nominado  |
| 37th Saturn Awards                 | 23 de junio de 2011     | Darren Gilford                                                              | Mejor diseño de producción                                                   | Ganador   |
| 37th Saturn Awards                 | 23 de junio de 2011     | Eric Barba, Steve Preeg, Karl Denham, Nikos Kalaitzidis                     | Mejores efectos especiales                                                   | Nominado  |
| Teen Choice Awards                 | 5 de junio de 2011      | Olivia Wilde                                                                | Revelación femenina                                                          | Nominado  |
| Visual Effects Society Awards 2010 | 19 de febrero de 2011   | Eric Barba, Lisa Beroud, Steve Gaub, Steve Preeg                            | Outstanding Visual Effects in a Visual Effects Driven Feature Motion Picture | Nominado  |
| Visual Effects Society Awards 2010 | 19 de febrero de 2011   | Jonathan Litt, Juan S. Gomez, Kevin Sears, Sonja Burchard for the Disc Game | Outstanding Created Environment in a Live Action Feature Motion Picture      | Nominado  |
| Visual Effects Society Awards 2010 | 19 de febrero de 2011   | Paul Lambert, Sonja Burchard, Kym Olsen, Sarahjane Javelo Chase             | Outstanding Compositing in a Feature Motion Picture                          | Nominado  |

## Secuela detenida y otros medios

### Secuela detenida
Steven Lisberger declaró el 28 de octubre de 2010, antes de la publicación de la película, que una secuela estaba en la planificación y que Adam Horowitz y Edward Kitsis, guionistas de Tron: Legacy, se encontraban en las primeras etapas de producción de un guion para la nueva película. Perry Nemiroff de Cinema Blend especuló que Tron 3 podría ser la primera entrega en una nueva trilogía. El 13 de enero de 2011, Ain't It Cool News informó que la película estaba cerca de tener su secuela, anunciada como parte del plan de Disney para el futuro de Tron. El 21 de enero del mismo año, Tron-Sector reportó un rumor sin una fuente de que una secuela de Tron: Legacy había sido aprobada y un teaser trailer se mostraría en el DVD y Blu-ray Disc lanzado de Tron y Tron: Legacy. En marzo de 2015, se reveló que Disney había dado "luz verde" a la tercera película con Hedlund retomando su papel como Sam y Kosinski volviendo a dirigir la secuela. En abril, se reveló que Wilde volvería como Quorra. Se esperaba que el rodaje comenzara en Vancouver en octubre de 2015. En septiembre de 2015, Hedlund indicó que le dijeron que la tercera película de Tron no estaba "totalmente muerta", pero en broma sugirió que podría ser lanzada 30 años más tarde, haciendo referencia a la brecha de cerca de 30 años entre la primera película y Legacy. En agosto de 2016, el exejecutivo de desarrollo de Disney, Brigham Taylor, dijo a ScreenRant que "obviamente ha habido conversaciones", refiriéndose a la posibilidad de una secuela.
El 28 de febrero de 2017 durante una sesión de preguntas y respuestas con Joseph Kosinski, reveló que la idea de Tron 3 no ha sido desechada, en lugar de decir que estaba en "congelación criogénica". Unos días más tarde, se anunció que Disney estaba buscando reiniciar la franquicia con Jared Leto para interpretar a un nuevo personaje llamado Ares, que se originó en el guion de Tron 3. En 2023 se hizo oficial la participación de Leto en la tercera parte de Tron, iniciando filmaciones en agosto de este año.
Finalmente el día 5 de abril de 2025 se anunció oficialmente el primer teaser trailer de la secuela titulada Tron: Ares la cual esta programada a estrenarse en el mes de Octubre de 2025.

### Televisión
Tron: Uprising, una serie spin-off animada, fue estrenada el 7 de junio de 2012 en Disney XD en los Estados Unidos. Los escritores de Tron: Legacy, Adam Horowitz y Eddie Kitsis, revelaron que la serie cuenta la historia de lo que pasó en la Red entre los eventos de las películas y el videojuego canónico Tron: Evolution. Los actores de la animación incluyen a Bruce Boxleitner como Tron, a Elijah Wood, a Lance Henriksen, a Mandy Moore, a Emmanuelle Chriqui, a Paul Reubens, a Nate Corddry y a Olivia Wilde, que regresa a su papel como Quorra.

### Manga
Una versión manga de Tron: Legacy fue lanzada por Earth Star Entertainment en Japón el 20 de junio de 2011.

### Videojuego
El 7 de diciembre de 2010 salió a la venta el videojuego Tron: Evolution, publicado por Disney Interactive. Fue oficialmente presentado en los Premios Skipe de Videojuegos y ha sido lanzado con soporte para Wii, Microsoft Windows, PlayStation 3, PlayStation Portable y Xbox 360. La música del videojuego ha sido compuesto por Sascha Dikiciyan (también conocido como Sonic Mayhem), Cris Velasco (God of War), y Kevin Manthei. Se han incluido dos pistas de la película compuestas por Daft Punk en el videojuego: "Derezzed" y "The Grid".
En el videojuego Kingdom Hearts 3D: Dream Drop Distance, de Square Enix, existe un mundo llamado "The Grid", este mundo está basado en la película

## Cronología del universo Tron
- Tron (1982) (película)
- Tron 2.0 (videojuego)
- Tron: The Ghost in the Machine (historieta)
- Tron: Betrayal (1983/1989) (historieta)
- Tron: Uprising (2012) (serie de televisión)
- Tron: Evolution (2010) (videojuego)
- Tron: Legacy (2010) (película)
- Tron: The Next Day (2011) (cortometraje)